# إدوارد رايت (عسكري)
إدوارد رايت (بالإنجليزية: Edward Wright)‏ هو عسكري أمريكي، ولد في 1829 في نيويورك في الولايات المتحدة، وتوفي في 17 فبراير 1901.